# Zagłębie Sosnowiec (piłka nożna) w sezonie 1958
Historia sezonu 1958 w wykonaniu piłkarzy Zagłębia Sosnowiec.
Ówczesna nazwa klubu: Stal Sosnowiec.
Po zakończeniu sezonu 1957 z klubem pożegnał się trener Skolik. Posadę objął Ewald Cebula. Do kadry dołączyli: Bazan, Skiba, Myga, Wąsowicz, Gierasimowicz, Śmiłowski, Kancelista, Barański, Sitko. Do klubu powrócił z wojska Zdzisław Wspaniały. Natomiast ze Stali odeszli: Paweł Krężel, Alfred Poloczek, Ryszard Głowacki.

Sezon ligowy rozpoczął się od porażki z Górnikiem Zabrze. Pierwszy punkt sosnowiczanie zdobyli dopiero w 3 kolejce dzięki remisowi z krakowską Wisłą. W 4 kolejce Stal przegrała na wyjeździe z chorzowskim Ruchem i spadła na ostatnie miejsce tabeli. Wprawdzie do końca rundy udało się Stali jeszcze dwukrotnie zremisować, to seria 11 meczów bez zwycięstwa spowodowała, że nie opuścili ostatniego miejsca.

Rundę rewanżową rozpoczęli meczem na Stadionie Śląskim w Chorzowie, który zakończył się kolejną porażką, tym razem z Górnikiem Zabrze 0:1. W następnym meczu sosnowiczanie niespodziewanie wygrali u siebie z Lechią Gdańsk 2:0, co rozpaliło iskierkę nadziei wśród kibiców. Wyjazdowa porażka z Wisłą Kraków 3:4 bolała z uwagi na fakt, że jeszcze w 67 minucie meczu Stal wygrywała mecz 3:1. Szalę goryczy przelała sromotna porażka z ŁKS Łódź 0:7. Wynik tego meczu do dziś stanowi niechlubny rekord najwyższej porażki Stali w ligowych zmaganiach. Remis wywalczony z Legią w 17 kolejce był ostatnim meczem, w którym Stal zdobyła jakikolwiek punkt. Porażka z bytomską Polonią w 19 kolejce zdecydowała, że na dwie kolejki przed końcem sezonu drużyna z Sosnowca ostatecznie spadła z I ligi.

## Kadra
Bramkarze: Aleksander Dziurowicz, Marek Gierasimowicz, Jan Wąsowicz

Obrońcy: Roman Bazan, Antoni Komoder, Antoni Konopelski, Ryszard Krajewski, Marian Masłoń, Roman Musiał, Franciszek Skiba, Włodzimierz Śpiewak

Pomocnicy: Paweł Jochemczyk, Witold Majewski, Zbigniew Myga, Zdzisław Wspaniały, Jan Ząbczyński

Napastnicy: Włodzimierz Barański, Antoni Ciszek, Hubert Kancelista, Sławomir Sitko, Marian Szymczyk, Karol Śmiłowski, Czesław Uznański

Trener: Ewald Cebula

Prezes: Eugeniusz Zawadzki

### Przybyli
- Hubert Kancelista (Budowlani Jaśkowice),
- Roman Bazan (Start Chorzów),
- Zbigniew Myga (Unia Myszków),
- Franciszek Skiba (Start Wilcze Gardło),
- Karol Śmiłowski (Podlesianka Podlesie),
- Janusz Wąsowicz (Pomorzanin Toruń),
- Marek Gierasimowicz (wychowanek),
- Włodzimierz Barański,
- Sławomir Sitko.

### Odeszli
- Paweł Krężel (Baildon Katowice),
- Alfred Poloczek (Baildon Katowice)
- Ryszard Głowacki (Płomień Milowice).

## Rozgrywki ligowe[5]
W sezonie 1958 w I lidze wystartowało 12 drużyn:
1. Budowlani Opole (Odra),
2. Cracovia – beniaminek,
3. Górnik Zabrze – mistrz Polski 1957,
4. Gwardia Warszawa,
5. Lechia Gdańsk,
6. Legia Warszawa,
7. ŁKS Łódź,
8. Polonia Bydgoszcz – beniaminek,
9. Polonia Bytom,
10. Ruch Chorzów,
11. Stal Sosnowiec (Zagłębie),
12. Wisła Kraków.

### Runda wiosenna
| Nr kolejki | Data       | Miejsce, ilość widzów                           | Gospodarz skład | Gość skład | Wynik | Bramki | Sędzia       | Uwagi |
| ---------- | ---------- | ----------------------------------------------- | --- | --- | ----- | --- | ------------ | --- |
| 1          | 16.03.1958 | Szopienice Stadion Ludowy 15.000                | Stal Sosnowiec Dziurowicz – Masłoń, Musiał, Jochemczyk, W. Majewski, Szymczyk, Ciszek, Uznański, Konopelski, Kancelista, Wspaniały Trener: Cebula                            | Górnik Zabrze Kaczmarczyk – Franosz, Floreński, Czech, Gawlik, Olejnik, Pol, Jankowski, Fojcik, Kowal, Lentner Trener: Opata                                       | 2:4   | 0:1 Jankowski 5', 0:2 Pol 20', 0:3 Jankowski 43', 1:2 Kancelista 44', 1:4 Masłoń 49' (gol samobójczy), 2:4 Ciszek 58'        | Wołkowski    | Debiut ligowy Kancelisty w barwach Stali oraz jego pierwszy gol dla Stali                                                 |
| 2          | 23.03.1958 | Gdańsk stadion Lechii 10.000                    | Lechia Gdańsk H. Gronowski – Kusz, Szyndlar, Lenc, Kaleta, Łukasik, Gadecki, Adamczyk, R. Gronowski, Nowicki, Rogocz Trener: Goździk                                         | Stal Sosnowiec Dziurowicz – Masłoń, Musiał, Jochemczyk, Ząbczyński, Szymczyk, Ciszek, Uznański, Kancelista, Skiba, Wspaniały Trener: Cebula                        | 1:0   | 1:0 R. Gronowski 13' (rzut karny)                                                                                            | Gielig       | Debiut ligowy Skiby w barwach Stali                                                                                       |
| 3          | 30.03.1958 | Szopienice Stadion Ludowy 15.000                | Stal Sosnowiec Dziurowicz – Konopelski, Musiał, Jochemczyk, Masłoń, Szymczyk, Skiba, Ciszek, Uznański, Kancelista, Wspaniały Trener: Cebula                                  | Wisła Kraków W. Machowski – Ogiela, Kawula, Budka, Michel, Kotaba, M. Machowski, K. Kościelny, Rogoza, Adamczyk, Maniecki Trener: Kuchynka                         | 2:2   | 0:1 Adamczyk 37', 1:1 Ciszek 50', 2:1 Wspaniały 59', 2:2 Rogoza 78'                                                          | Marcinkowski | |
| 4          | 13.04.1958 | Chorzów brak informacji 20.000                  | Ruch Chorzów Wyrobek – E. Pohl, Siekiera, Bomba, Suszczyk, Pieda, Bochenek, J. Pohl (do 60'), Lerch, Cieślik, Pala Trener: Steiner                                           | Stal Sosnowiec Wąsowicz – Masłoń, Musiał, Konopelski, W. Majewski, Szymczyk, Skiba, Ciszek, Bazan, Uznański, Wspaniały Trener: Cebula                              | 3:0   | 1:0 Cieślik 36', 2:0 Pala 37', 3:0 Cieślik 67'                                                                               | Bilak        | Debiut ligowy Bazana i Wąsowicza w barwach Stali. Gospodarze od 60' grali w dziesiątkę po kontuzji Józefa Pohla           |
| 5          | 20.04.1958 | Szopienice Stadion Ludowy 20.000                | Stal Sosnowiec Wąsowicz – Skiba, Konopelski, Masłoń, Szymczyk, Wspaniały, Ciszek, W. Majewski, Uznański, Bazan, Myga Trener: Cebula                                          | ŁKS Łódź Szczurzyński – Walczak, Szczepański, Stusio, Jańczyk, Grzywocz, Jezierski, Baran, Wieteski, Soporek, Mizgier Trener: Król                                 | 1:5   | 0:1 Wieteski 13', 0:2 Mizgier 38', 0:3 Wieteski 60', 0:4 Konopelski 75' (gol samobójczy), 0:5 Wieteski 77', 1:5 Szymczyk 86' | Hołyst       | Debiut ligowy Mygi w barwach Stali                                                                                        |
| 6          | 27.04.1958 | Szopienice Stadion Ludowy 15.000                | Stal Sosnowiec Dziurowicz – Masłoń, Konopelski, Wspaniały, W. Majewski, Szymczyk, Uznański, Skiba, Kancelista, Bazan, W. Śpiewak Trener: Cebula                              | Legia Warszawa Stroniarz – Mahseli, Kostaniak, Woźniak, Olęcki, Zientara, Nowara, Brychczy, Miklaszewski, Ciupa, Żmudzki Trener: Koncewicz                         | 1:2   | 1:0 Kancelista 4', 1:1 Brychczy 46' 1:2 Żmudzki 89'                                                                          | Sikora       | |
| 7          | 04.05.1958 | Opole stadion Budowlanych 6.000                 | Budowlani Opole Kornek – Strociak, Brejza, Wrzos, Prudło, Klik, Frasek, Jarek, Stemplowski, Poplucz, Spałek Trener: brak informacji                                          | Stal Sosnowiec Wąsowicz – Skiba, Konopelski, Masłoń, W. Majewski, Szymczyk, Uznański, Bazan, Kancelista, Myga, Wspaniały Trener: Cebula                            | 2:1   | 1:0 Jarek 13', 1:1 Bazan 25', 2:1 Klik 84'                                                                                   | Mytnik       | |
| 8          | 18.05.1958 | Sosnowiec stadion Stali (Al. Mireckiego) 15.000 | Stal Sosnowiec Dziurowicz – Masłoń, Konopelski, Jochemczyk, W. Majewski, Szymczyk, Krajewski, Bazan, Uznański, Myga, Skiba Trener: Cebula                                    | Polonia Bytom Szymkowiak – Dymarczyk, Olejniczak, Widawski, Wieczorek, Grzegorczyk, Sąsiadek, Trampisz, Kempny, Pielot, Jóźwiak Trener: Niemiec                    | 2:2   | 1:0 Skiba 34', 2:0 Myga 44', 2:1 Sąsiadek 87', 2:2 Jóźwiak 88'                                                               | Fronczyk     | Drużynę Polonii prowadził były trener Stali Adam Niemiec W drużynie Polonii wystąpił były zawodni Stali – Józef Wieczorek |
| 9          | 04.06.1958 | Warszawa brak informacji 12.000                 | Gwardia Warszawa Stefaniszyn – Woźniak, Maruszkiewicz, Hodyra, Wudarczyk, E. Szarzyński, Gawroński, Brzozowski, Hachorek, Z. Szarzyński, Baszkiewicz Trener: brak informacji | Stal Sosnowiec Dziurowicz – Masłoń, Konopelski, Jochemczyk, W. Majewski, Szymczyk, Skiba, Uznański, Kancelista, Bazan, Myga Trener: Cebula                         | 2:0   | 1:0 Hachorek 3', 2:0 Gawroński 46'                                                                                           | Brawański    | |
| 10         | 08.06.1958 | brak informacji 10.000                          | Stal Sosnowiec Dziurowicz – Skiba, Konopelski, Masłoń, W. Majewski, Szymczyk, Krajewski, W. Śpiewak, Uznański, Bazan, Myga Trener: Cebula                                    | Polonia Bydgoszcz Burchardt – Murzyn, Jędrzejczak, Dziadek, H. Norkowski, Różewski, Sylwestrzak, Armknecht, M. Norkowski, Kulesza, Brzeski Trener: brak informacji | 1:3   | 1:0 Uznański 16', 1:1 Sylwestrzak 21', 1:2 Armknecht 26', 1:3 M. Norkowski 54'                                               | Marciniak    | |
| 11         | 15.06 1958 | Kraków stadion Cracovii 15.000                  | Cracovia Michno – Mazur, Wąchal, Szymczyk, Malarz, Gołąb, Opoka, Dudoń, Manowski, Czarnecki, Kasprzyk Trener: Skoraczyński                                                   | Stal Sosnowiec Dziurowicz – Masłoń, Bazan, Krajewski, W. Majewski, Konopelski, Szymczyk, W. Śpiewak, Uznański, Wspaniały, Myga Trener: Cebula                      | 2:2   | 1:0 Manowski 13', 2:0 Manowski 20' (rzut karny), 2:1 Szymczyk 44', 2:2 Szymczyk 64'                                          | Bilewicz     | |

### Runda jesienna
| Nr kolejki | Data       | Miejsce, ilość widzów                    | Gospodarz skład | Gość skład | Wynik | Bramki | Sędzia       | Uwagi |
| ---------- | ---------- | ---------------------------------------- | --- | --- | ----- | --- | ------------ | --- |
| 12         | 22.07.1958 | Chorzów Stadion Śląski 60.000            | Górnik Zabrze Kaczmarczyk – Franosz, Floreński, Hajduk, Gawlik, Olejnik, Szalecki 60' – CzK, Jankowski, Burczyk, Kowal, Czech Trener: Opata                         | Stal Sosnowiec Dziurowicz – Masłoń, Bazan, Konopelski, W. Majewski, Wspaniały, Ciszek, W. Śpiewak, Uznański, Szymczyk 60' – CzK, Krajewski 75' – CzK Trener: Cebula      | 1:0   | 1:0 Gawlik 51', | Nowak        | |
| 13         | 27.07.1958 | brak danych 12.000                       | Stal Sosnowiec Dziurowicz – Masłoń, Bazan, Konopelski, W. Majewski, Wspaniały, Ciszek, W. Śpiewak, Uznański, Myga, Śmiłowski Trener: Cebula                         | Lechia Gdańsk H. Gronowski – Kusz, Korynt, Jarząbek, Szyndlar, Kaleta, Gadecki, Frąckiewicz, R. Gronowski, Adamczyk, Wieczorkowski Trener: Goździk                       | 2:0   | 1:0 W. Śpiewak 6', 2:0 Śmiłowski 49'                                                                                   | Cyprys       | Debiut ligowy Śmiłowskiego i jego pierwszy gol w barwach Stali                                                              |
| 14         | 02.08.1958 | Kraków stadion Wisły 10.000              | Wisła Kraków Leśniak – Snopkowski, Kawula, Budka, Kotaba, Michel, M. Machowski, Jurczak, Adamczyk, Gamaj, Maniecki Trener: Kuchynka                                 | Stal Sosnowiec Wąsowicz – Masłoń, Bazan, Konopelski, W. Majewski, Wspaniały, Ciszek, W. Śpiewak, Uznański, Myga, Śmiłowski Trener: Cebula                                | 4:3   | 0:1 Ciszek 55', 0:2 Śmiłowski 62', 1:2 Adamczyk 66', 1:3 Uznański 67', 2:3 Gamaj 72', 3:3 Gamaj 74', 4:3 Gamaj 79',    | Storoniak    | |
| 15         | 10.08.1958 | brak informacji 12.000                   | Stal Sosnowiec Wąsowicz – Masłoń, Bazan, Konopelski, W. Majewski, Komoder, Ciszek, W. Śpiewak, Uznański, Wspaniały, Śmiłowski Trener: Cebula                        | Ruch Chorzów Wyrobek – E. Pohl, Suszczyk, Bomba, Siekiera, Nieroba, Bochenek, Pieda, Lerch, Piechaczek, Pala Trener: Steiner                                             | 0:1   | 0:1 Suszczyk 41', | Sperling     | |
| 16         | 14.08.1958 | Łódź stadion ŁKS 30.000                  | ŁKS Łódź Szczurzyński – Szczepański, Wlazły, Stusio, Jańczyk, Grzywocz, Jezierski, Wieteski, Szymborski, Soporek, Kowalec Trener: Król                              | Stal Sosnowiec Gierasimowicz – Masłoń, Bazan, Konopelski, W. Majewski, Wspaniały, Ciszek, W. Śpiewak, Uznański, Sitko, Śmiłowski Trener: Cebula                          | 7:0   | 1:0 Soporek 15', 2:0 Soporek 25', 3:0 Grzywocz 27', 4:0 Soporek 30', 5:0 Soporek 59', 6:0 Soporek 84', 7:0 Kowalec 89' | Mytnik       | Debiut ligowy Gierasimowicza i Sitki w barwach Stali                                                                        |
| 17         | 17.08.1958 | Warszawa Stadion Wojska Polskiego 15.000 | Legia Warszawa Stroniarz – Mahseli, Grzybowski, Słaboszowski, Olęcki, Zientara, Hlywa, Strzykalski, Matyjek, Kruk, Żmudzki Trener: Koncewicz                        | Stal Sosnowiec Gierasimowicz – Masłoń, Bazan, Konopelski, W. Majewski, Wspaniały, Ciszek, W. Śpiewak, Uznański, Myga, Śmiłowski Trener: Cebula                           | 1:1   | 0:1 Uznański 67', 1:1 Matyjek 78'                                                                                      | Marcinkowski | W ok. 70-72' Strzykalski nie wykorzystał rzutu karnego. W drużynie Legii wystąpił były zawodnik Stali – Marceli Strzykalski |
| 18         | 24.08.1958 | Szopienice Stadion Ludowy 10.000         | Stal Sosnowiec Gierasimowicz – Masłoń, Bazan, Konopelski, W. Majewski, Wspaniały, Ciszek, Komoder, Uznański, Myga, Śmiłowski Trener: Cebula                         | Budowlani Opole Kornek – Strociak, Brejza, Wrzos, Prudło, Klik, Frasek, Jarek, Stemplowski, Poplucz, Bania Trener: brak informacji                                       | 0:1   | 0:1 Stemplowski 74',                                                                                                   | Hołyst       | |
| 19         | 07.09.1958 | Bytom stadion Polonii 8.000              | Polonia Bytom Szymkowiak – Dymarczyk, Olejniczak, Widawski, Kohut, Marx, Sąsiadek, Trampisz, Kempny, Liberda, Jóźwiak Trener: brak informacji                       | Stal Sosnowiec Gierasimowicz – Masłoń, Musiał, Konopelski, W. Majewski, Wspaniały, Ciszek, Komoder, Uznański, Myga, Śmiłowski Trener: Cebula                             | 2:0   | 1:0 Trampisz 1', 2:0 Kempny 5'                                                                                         | Koczner      | |
| 20         | 12.10.1958 | brak informacji 6.000                    | Stal Sosnowiec Wąsowicz – Masłoń, Bazan, Konopelski, Komoder, Wspaniały, Barański, W. Majewski, Uznański, Myga, Śmiłowski Trener: Cebula                            | Gwardia Warszawa Stefaniszyn – Woźniak, Maruszkiewicz, Hodyra, Morawa, Szarzyński I, Gawroński, Brzozowski, Hachorek, Szarzyński II, Baszkiewicz Trener: brak informacji | 2:3   | 1:0 W. Majewski 30', 2:0 Śmiłowski 37', 2:1 Brzozowski 44', 2:2 Hachorek 59', 2:3 Baszkiewicz 76'                      | Fronczyk     | |
| 21         | 19.10.1958 | Bydgoszcz stadion Polonii 8.000          | Polonia Bydgoszcz Burchardt – Dziadek, Jędrzejcza, Murzyn, Różewski, Malinowski, Stachowicz, Armknecht, M. Norkowski, H. Norkowski, Brzeski Trener: brak informacji | Stal Sosnowiec Gierasimowicz – Masłoń, Musiał, Konopelski, Komoder, Wspaniały, Barański, W. Majewski, Uznański, Bazan, Śmiłoski Trener: Cebula                           | 3:1   | 1:0 M. Norkowski 3' (rzut karny), 1:1 Wspaniały 21', 2:1 M. Norkowski 32', 3:1 M. Norkowski 61'                        | Marciniak    | |
| 22         | 26.10.1958 | brak informacji 4.000                    | Stal Sosnowiec Dziurowicz – Masłoń, Bazan, Konopelski, Komoder, Z. Wspaniały, Ciszek, W. Majewski, Uznański, Myga, Śmiłowski Trener: Cebula                         | Cracovia Michno – Wołoch, Mazur, Szymczyk, Malarz, Dudoń, Opoka, Jarczyk, Manowski, Gołąb, Kasprzyk Trener: Jabłonski                                                    | 1:4   | 1:0 Ciszek 2', 1:1 Jarczyk 18', 1:2 Gołąb 53', 1:3 Gołąb 69', 1:4 Manowski 79'                                         | Sperling     | |

### Tabela końcowa
Mistrzem Polski został ŁKS Łódź – pierwszy raz w historii klubu, co dało mu prawo do gry w rozgrywkach Pucharu Mistrzów.

Do II ligi spadły: Odra Opole i Stal Sosnowiec.

Król strzelców: Władysław Soporek (ŁKS Łódź) – 19 bramek.
| Lp | Klub              | Mecze | Punkty | ZWY | REM | POR | Bramki (+) | Bramki (-) | Uwagi         |
| -- | ----------------- | ----- | ------ | --- | --- | --- | ---------- | ---------- | ------------- |
| 1  | ŁKS Łódź          | 22    | 32     | 13  | 6   | 3   | 61         | 24         | mistrz Polski |
| 2  | Polonia Bytom     | 22    | 31     | 12  | 7   | 3   | 39         | 21         |               |
| 3  | Górnik Zabrze     | 22    | 27     | 10  | 7   | 5   | 57         | 31         |               |
| 4  | Ruch Chorzów      | 22    | 27     | 11  | 5   | 6   | 38         | 28         |               |
| 5  | Gwardia Warszawa  | 22    | 27     | 12  | 3   | 7   | 42         | 39         |               |
| 6  | Legia Warszawa    | 22    | 20     | 9   | 2   | 11  | 40         | 40         |               |
| 7  | Wisła Kraków      | 22    | 20     | 8   | 4   | 10  | 39         | 50         |               |
| 8  | Lechia Gdańsk     | 22    | 19     | 8   | 3   | 11  | 33         | 44         |               |
| 9  | Polonia Bydgoszcz | 22    | 19     | 7   | 5   | 10  | 31         | 58         |               |
| 10 | Cracovia          | 22    | 18     | 8   | 2   | 12  | 37         | 46         |               |
| 11 | Odra Opole        | 22    | 18     | 7   | 4   | 11  | 23         | 36         | spadek        |
| 12 | Stal Sosnowiec    | 22    | 6      | 1   | 4   | 17  | 22         | 55         | spadek        |

## Występy piłkarzy

### Występy w lidze
W sezonie wystąpiło 23 zawodników Stali.
- 22 mecze – Marian Masłoń, Czesław Uznański,
- 21 meczów – Antoni Konopelski,
- 19 meczów – Witold Majewski, Zdzisław Wspaniały,
- 18 meczów – Roman Bazan,
- 14 meczów – Antoni Ciszek,
- 13 meczów – Zbigniew Myga,
- 12 meczów – Marian Szymczyk,
- 11 meczów – Aleksander Dziurowicz,
- 10 meczów – Karol Śmiłowski,
- 9 meczów – Franiszek Skiba, Włodzimierz Śpiewak,
- 7 meczów – Janusz Wąsowicz,
- 6 meczów – Hubert Kancelista, Antoni Komoder, Roman Musiał,
- 5 meczów – Paweł Jochemczyk, Ryszard Krajewski,
- 4 mecze – Marek Gierasimowicz,
- 2 mecze – Włodzimierz Barański,
- 1 mecz – Sławomir Sitko, Jan Ząbczyński.

## Zdobywcy bramek

### Zdobywcy bramek w lidze
W sezonie 1958 22 gole dla sosnowieckiej drużyny zdobyło 11 zawodników Stali.
- 4 bramki – Antoni Ciszek,
- 3 bramki – Marian Szymczyk, Karol Śmiłowski, Czesław Uznański,
- 2 bramki – Hubert Kancelista, Zdzisław Wspaniały,
- 1 bramka – Roman Bazan, Witold Majewski, Zbigniew Myga, Franiszek Skiba, Włodzimierz Śpiewak.

## Pierwsze razy w barwach Stali

### Pierwszy występ ligowy
- Hubert Kancelista – 16.03.1958, Stal Sosnowiec – Górnik Zabrze 2:4;
- Franiszek Skiba – 23.03.1958, Lechia Gdańsk – Stal Sosnowiec 1:0;
- Roman Bazan – 13.04.1958, Ruch Chorzów – Stal Sosnowiec 3:0;
- Janusz Wąsowicz – 13.04.1958, Ruch Chorzów – Stal Sosnowiec 3:0;
- Zbigniew Myga – 20.04.1958, Stal Sosnowiec – ŁKS Łódź 1:5;
- Karol Śmiłowski – 27.07.1957, Stal Sosnowiec – Lechia Gdańsk 2:0;
- Marek Gierasimowicz – 14.08.1958, ŁKS Łódź – Stal Sosnowiec 7:0;
- Sławomir Sitko – 14.08.1958, ŁKS Łódź – Stal Sosnowiec 7:0
- Włodzimierz Barański – 12.10.1958, Stal Sosnowiec – Gwardia Warszawa 2:3

### Pierwszy gol w lidze
- Hubert Kancelista – 44 minuta na 1:3, 16.03.1958, Stal Sosnowiec – Górnik Zabrze 2:4;
- Roman Bazan – 21 minuta na 1:1, 04.05.1958, Odra Opole – Stal Sosnowiec 2:1
- Franiszek Skiba – 34 minuta na 1:0, 18.05.1958, Stal Sosnowiec – Polonia Bytom 2:2;
- Zbigniew Myga – 44 minuta na 2:0, 18.05.1958, Stal Sosnowiec – Polonia Bytom 2:2;
- Karol Śmiłowski – 49 minuta na 2:0, 27.07.1958, Stal Sosnowiec – Lechia Gdańsk 2:0

## Ostatnie występy w barwach Stali
- Hubert Kancelista – 04.06.1958, Odra Opole – Stal Sosnowiec 2:1
- Marian Szymczyk – 22.07.1958, Górnik Zabrze – Stal Sosnowiec 1:0, w 60' otrzymał czerwoną kartkę
- Ryszard Krajewski – 22.07.1958, Górnik Zabrze – Stal Sosnowiec 1:0, w 75' otrzymał czerwoną kartkę
- Sławomir Sitko – 14.08.1958, ŁKS Łódź – Stal Sosnowiec 7:0
- Jan Wąsowicz – 12.10.1958, Stal Sosnowiec – Gwardia Warszawa 2:3
- Marek Gierasimowicz – 19.10.1958, Polonia Bydgoszcz – Stal Sosnowiec 3:1
- Roman Musiał – 19.10.1958, Polonia Bydgoszcz – Stal Sosnowiec 3:1
- Władysław Barański – 19.10.1958, Polonia Bydgoszcz – Stal Sosnowiec 3:1
- Zdzisław Wspaniały – 26.10.1958, Stal Sosnowiec – Cracovia 1:4
- Antoni Konopelski – 26.10.1958, Stal Sosnowiec – Cracovia 1:4

## Źródła
1. Jacek Skuta – Zagłębie Sosnowiec. Historia piłki nożnej. Wiara, która przetrwała – Zagłębie SA, Sosnowiec 2018
2. Mirosław Ponczek i Adam Fryc – Dzieje piłki nożnej mężczyzn w Sosnowcu – Progres, Sosnowiec 2006
3. zaglebie.eu – oficjalna strona klubu
4. 100% Zagłębie – www.zaglebie.sosnowiec.pl
5. portal WikiLiga.pl
6. portal 90minut.pl
7. portal hppn.pl